# Hans Rebele
Hans Rebele (Múnich, Alemania nazi; 26 de enero de 1943-4 de enero de 2023) fue un futbolista alemán que jugó en la posición de delantero. El todoterreno en la ofensiva jugó un total de 115 partidos de liga en el TSV 1860 de Múnich desde 1963 hasta 1969 en la Bundesliga y marcó 23 goles. En la temporada 1965/66 se proclamó campeón de Alemania con los "Leones". Ha jugado dos partidos internacionales absolutos con Alemania. En Austria, al final de su carrera, ganó el campeonato con el FC Wacker Innsbruck en 1973 y 1975 y el trofeo . [2]

## Carrera

### TSV 1860 Múnich
El delantero Hans Rebele comenzó su carrera en 1961 con el TSV 1860 de Múnich. El exjugador nacional Josef Wendl fue el primer gran patrocinador del "Buam from the Munich Schlachthofviertel", que fue recortado por el entrenador juvenil Wendl en los equipos escolares y juveniles del "Löwen". El 7 de enero de 1962, Rebele debutó en la jornada 18 de la temporada 1961/62 en la Oberliga Süd al 1: 4 de los "Leones" en el FC Schweinfurt 05. El 21 de enero de 1962 anotó en el partido dando el empate 1-1 ante el VfB Stuttgart, su primer gol en la máxima categoría. [5]Luego entró en los siguientes 10 partidos ligueros por su capacidad, pero no marcó más goles. En la temporada 1962/63, Rebele disputó 15 partidos ligueros con el TSV 1860 y marcó cinco goles esa temporada en la primera división. En general, acumuló 26 partidos y 6 goles en la Oberliga Süd. En 1962/63 ganó el campeonato de la Oberliga Süd con los leones a las órdenes del entrenador Max Merkel y en la década de los sesenta fue incluido en la recién fundada Bundesliga, a diferencia de sus rivales locales el FC Bayern Munich. En la ronda final del campeonato de fútbol alemán en 1963, el talento completó cuatro partidos de grupo (1 gol) desde sus propias filas. [6]
Junto a sus compañeros Alfred Heiss y Rudolf Brunnenmeier, el técnico del regate y combinación segura, que podía ser utilizado tanto como extremo como medio delantero, fue convocado al comienzo de la primera mitad de la primera temporada de la Bundesliga 1963/64 para el partido internacional contra Bulgaria el 25 de septiembre de 1963 convocado por la selección alemana Sub-23. [7] Fue su único partido internacional juvenil. En la primera ronda de la Bundesliga hizo siete apariciones con un gol, y en la segunda temporada hizo seis apariciones con dos goles. No fue hasta el final de la temporada 1964/65 que pudo abrirse camino en el círculo de jugadores regulares. En abril y mayo de 1965 jugó las semifinales de la Recopa de Europaante el AC Torino dirigido por el técnico Nereo Rocco. En el partido de ida del 20 de abril, Rebele y sus compañeros no tuvieron oportunidad en el Stadio Comunale, la derrota por 2-0 halagó aún más a los "Blues". Ocho días después, el equipo de Piedmont perdía 3-0 en el minuto 52 y 1860 parecía estar en la final. Otto Luttrop hizo honor a su apodo "Atom-Otto" con dos goles. Después de un córner, el portero Remo Lancioni logró hacer el 1:3 con un cabezazo en el minuto 74 y los dos oponentes tuvieron que jugar un partido decisivo el 5 de mayo en Letzigrund de Zúrich. Allí Rebele le dio a los sesenta una ventaja de 1-0 en el minuto 59 antes de que Luttrop convirtió un penal para poner el 2-0 en el minuto 90.[8] La final tuvo lugar el 19 de mayo en el Wembley Stadium de Londres frente a 97.974 espectadores contra el West Ham United. Los "Hammers" eran considerados favoritos. Los alemanes del sur le debían a un gran Petar Radenković entre los palos que se metieran al vestuario sin gol. El extremo derecho Alan Sealey anotó dos veces para decidir el partido del equipo del técnico Ron Greenwood. La gran multitud de Wembley llevó al equipo de Múnich al vestuario entre ovaciones, e incluso la prensa inglesa encontró palabras de aprobación por la notable actuación del equipo de Merkel, especialmente en la primera parte. [9]Rebele también había convencido al seleccionador nacional, especialmente en los partidos contra Turín y West Ham: el 26 de mayo de 1965 en Basilea, Helmut Schön lo convocó para un partido amistoso contra Suiza en la selección nacional de fútbol . En el partido internacional número 300 de la DFB, el Schön-Elf corrió con Alfred Heiss, Hans Küppers , Walter Rodekamp , Wolfgang Overath y Rebele en ataque. Los equipos se fueron al descanso del medio tiempo con un cabezazo de Rodekamp en el minuto 43 y el marcador se mantuvo 1-0 para Alemania después de otros 45 minutos. Rebele no había sabido distinguirse rotundamente y no formó parte de la selección nacional durante los siguientes años.
En la temporada siguiente se proclamó campeón de fútbol alemán con los Leones de Múnich. Había aportado cinco goles en 22 partidos ligueros. En la ronda liguera, también ganó experiencia internacional en seis partidos contra Malmö FF, Göztepe Izmir y Chelsea London en la Copa Internacional de Ferias . Como vigente campeón, el 1860 acabó subcampeón en la 1966/67, pero vivió la eliminación en la Copa de Europa ante el Real Madrid en noviembre de 1966 y la destitución de Max Merkel como entrenador el 10 de diciembre de 1966. Los centrocampistas Küppers (14 goles), Peter Grossery Rebele, cada uno con ocho goles, fueron los máximos goleadores de esta jornada. Las cosas fueron cuesta abajo con Rudi Brunnenmeier, Ludwig Bründl aún no estaba listo, Heiss, Kohlars y Konietzka habían visto días mejores. Sin embargo, Eintracht Braunschweig ganó el campeonato alemán con solo 49 goles. Después de eso, las cosas fueron cuesta abajo con los sesenta en la tabla con el puesto 12 en 1968 y el 10 en 1969. Aunque Hans Rebele aún pudo por segunda vez con traje nacional el 26 de marzo de 1969 en un partido internacional en Frankfurt contra Gales (1:1) por el medio tiempo junto a Reinhard Libuda , Gerd Müller y Sigfried Held .acumular, pero en el mismo año volvió al campo amateur y sorprendentemente se unió a la MTV Munich desde 1879 en la liga del distrito . Después del descenso de la Bundesliga del "Löwen" en 1970, Hans Rebele regresó al TSV 1860 después de una ronda y se graduó en los dos años siguientes: 1970/71 (cuarto lugar, 36-6); 1971/72 (3er puesto, 31-8) - 67 partidos (14 goles) para los "Blues" con el técnico Hans Tilkowski en la Regionalliga Süd de segunda categoría; el regreso de la Bundesliga no tuvo éxito.

### Innsbruck, 1972 a 1975
En 1972, Rebele se mudó a Austria para unirse al FC Wacker Innsbruck . Aquí terminó su carrera activa en 1975. Hizo 80 apariciones en la Bundesliga de Austria, anotando ocho goles. Ganó el campeonato y la copa con Innsbruck junto a otros jugadores como Wolfgang Breuer , Johann Eigenstiller , Ove Flindt-Bjerg , Roland Hattenberger , Kurt Jara , Friedl Koncilia , Bruno Pezzey y Kurt Welzl en 1973 y 1975.
El empleado de banco capacitado se mantuvo fiel a los leones después de su regreso de Innsbruck. Durante muchos años siguió jugando en la vieja liga de los años sesenta, más tarde en el equipo tradicional, hasta que tuvo que parar por una lesión (le pusieron una prótesis de cadera).

### Muerte
Hans Rebele murió el 4 de enero de 2023 a la edad de 79 años.

## Carrera

### Club
| Periodo   | Club                |
| --------- | ------------------- |
| 1961–1969 | TSV 1860 Munich     |
| 1969–1970 | MTV München         |
| 1970–1972 | TSV 1860 Munich     |
| 1972–1975 | FC Wacker Innsbruck |

### Selección nacional
Jugó para Alemania Federal en dos ocasiones entre 1965 y 1969 sin anotar goles.

## Logros
- Bundesliga de Alemania (1): 1965–66
- DFB-Pokal (1): 1963–64